# Save You (canción de Simple Plan)
«Save You» es el tercer y último sencillo del disco homónimo Simple Plan. Fue anunciado cómo tercer sencillo en un mensaje en "SP Crew", el club oficial de la banda.
El cantante Pierre Bouvier ha declarado en entrevistas que la canción trata sobre las batallas con su hermano (Jay Bouvier) y el cáncer.

## Composición de la canción
La canción está en el tiempo común a lo largo del esqueleto básico de ABABCB, con 'A' siendo el verso, 'B' siendo el pre-coro y el coro, y 'C' siendo el puente.
Los versos de la canción son la llave de la C menor natural y cuenta con una progresión de i-VI-III-VII repetida tres veces, con un acorde que cambia cada dos tiempos. La canción luego entra en un pre-coro que se reduce en un tiempo medio. Las voces "Ohs" son escuchadas mientras una progresión B♭-A♭-B♭ es tocada. Usando B♭ (V/I), la canción luego modula a un E♭ mayor para el coro que se muestra una progresión I-V-IV-V con un acorde que cambia cada dos latidos. Esta progresión se repite dos veces. El puente también está en la C menor natural, pero se muestra una progresión de i-VII-VI-VII. Con un acorde que cambia cada dos tiempos. La progresión es repetida seis veces. En las últimas tres repeticiones, el guitarrista Jeff Stinco toca un interludio de guitarra corto. La canción termina en un E♭ mayor en el acorde dominante.

## Lista de canciones
1. "Save You" (Versión de sencillo) - 3:45
2. "Welcome to My Life" (En vivo desde Laval) - 5:06
3. "Addicted" (Acústica) (En vivo en NYC) - 3:54

## Posiciones
"Save You" debutó en el número 88 en Canadian Hot 100, y subió en la lista cada semana en el top 40. Al final de la semana el 19 de octubre fue lanzado por descargas digitales en iTunes, y recibió 7,000 descargas en esa semana causando la canción del número 53 al número 18. Fue marcado mientras las ventas ganaron esa semana.
| Lista (2008)                  | Posición |
| ----------------------------- | -------- |
| Canadian Hot 100              | 18       |
| Australian ARIA Singles Chart | 92       |

## Video musical
El video fue rodado a finales de septiembre. La premier del video se hizo en la web de la banda el viernes 24 de octubre del 2008. En el video se puede ver a la banda cantando en un estudio, mientras que en otro lugar se ven a personas acostadas en el suelo, que se empiezan a levantar poco a poco. Luego, al finalizar el video, se ve que a varias de estas personas habían tenido cáncer, y sobrevivieron. Al final del video, se ve al padre y al hermano de Pierre, Jay, quien también sobrevivió al cáncer de Linfoma unos 2 años atrás.
La canción se posicionó en el número 23 del conteo anual de MTV Los 100 + pedidos del 2009.